# ECW Pennsylvania Championship
El ECW Pennsylvania Championship o Campeonato de Pennsylvania de la ECW fue un campeonato de lucha libre profesional de la empresa Extreme Championship Wrestling, cuando era llamada Eastern Championship Wrestling. Este campeonato también fue llamado NWA Pennsylvania Heavyweight Championship y sólo existío en 1993.

## Lista de campeones
| Luchador:    | Reinado N°: | Fecha:                  | Días: | Show:       | Notas:                                      |
| ------------ | ----------- | ----------------------- | ----- | ----------- | ------------------------------------------- |
| Tommy Cairo  | 1           | 14 de mayo de 1993      | 85    | Hardcore#TV | Ganó Una Battle Royal De 20 Hombres         |
| Tony Stetson | 1           | 7 de agosto de 1993     | 143   | Hardcore#TV | Durante Su reinado ECW Abandono Este Título |
| Retirado     | N/A         | 28 de diciembre de 1993 | N/A   | N/A         | Título abandonado                           |